# Laureles (Tacuarembó)
Laureles ist eine Ortschaft in Uruguay.

## Geographie
Laureles befindet sich im nördlichen Landesteil Uruguays auf dem Gebiet des Departamento Tacuarembó in dessen Sektor 5 an der Grenze zum Nachbardepartamento Rivera. Das westlich gelegene Gebiet wird als Cuchilla Laureles bezeichnet, der Landstrich im Norden als Cuchilla de la Venta Quemada. Der Ort selbst liegt am Ufer des Arroyo Laureles, der wenige Kilometer östlich als rechtsseitiger Nebenfluss in den Río Tacuarembó mündet. Nächstgelegene Ansiedlung von Laureles in südlicher Richtung ist Paso del Cerro.

## Infrastruktur
Durch den Ort führt die Bahnstrecke Paso de los Toros–Rivera der AFE.

## Einwohner
Die Einwohnerzahl von Laureles beträgt 19 (Stand: 2011), davon elf männliche und acht weibliche.
| Jahr | Einwohner |
| ---- | --------- |
| 1963 | 135       |
| 1975 | 42        |
| 1985 | 72        |
| 1996 | 66        |
| 2004 | 46        |
| 2011 | 19        |

Quelle: Instituto Nacional de Estadística de Uruguay